# بوبي جو هاتون
بوبي جو هاتون مواليد 11 أكتوبر عام 1976، في بورتوريكو، هو لاعب كرة سلة من بورتوريكو بدأ مسيرته الاحترافية في سنة 1994 لعب كمحترف في دوري بورتوريكو لكرة السلة. اعتزل اللعب في عام 2012. حقق المركز الثالث في بطولة أمم الأمريكتين لكرة السلة في عام 2003.

## الميداليات
| الميدالية | المسابقة                             |
| --------- | ------------------------------------ |
| برونزية   | بطولة أمم الأمريكتين لكرة السلة 2003 |

## روابط خارجية
- بوبي جو هاتون على موقع الاتحاد الدولي لكرة السلة (الإنجليزية)
- بوبي جو هاتون على موقع كرة السلة الأوروبية.كوم (الإنجليزية)
- بوبي جو هاتون على موقع كلية كرة السلة في سبورتس رفرنس.كوم (الإنجليزية)
- بوبي جو هاتون على موقع ريلجم (الإنجليزية)
- بوبي جو هاتون على موقع بروبوليرز (الإنجليزية)
- بوبي جو هاتون على موقع سبورتس رفرنس (الإنجليزية)
- بوبي جو هاتون على موقع أوليمبيديا (الإنجليزية)